# Jikkyō Oshaberi Parodius
Jikkyou Oshaberi Parodius  (Japans: 実況おしゃべりパロディウス Jikkyō Oshaberi Parodiusu, "Chatting Parodius Live") is een videospel dat werd ontwikkeld en uitgegeven door Konami. Het spel kwam in december 1995 uit voor de Super Famicom. Later volgde ook releases voor de Sega Saturn, PlayStation en PlayStation Portable. Het spel behoort tot de Parodius serie en is voorzien van een grote hoeveelheid Japanse spraak. Net als voorgaande spellen speelt het spel als een horizontaal scrollende shoot 'em up. Het spel is voorzien van humoristische elementen verwijzende naar voorgaande spellen.

## Platforms
| Jaar | Platform                 |
| ---- | ------------------------ |
| 1995 | Super Famicom            |
| 1996 | Sega Saturn, PlayStation |

In 2007 kwam het spel beschikbaar voor de PlayStation Portable als onderdeel van Parodius Portable.
| Beoordeeld door | Platform | Jaar | Score |
| --------------- | -------- | ---- | ----- |
| Random Access   | SNES     | 2009 | 86%   |
| Retrogaming.it  | SNES     | 2009 | 80%   |

## Trivia
- Het laatste level is een knipoog naar Gradius III waarbij de muziek en levelontwerp lijkt op dit spel.